# Bremont Watch Company
Bremont Watch Company Limited es una empresa fabricante de relojes de lujo británica, centrados en la temática de la aviación. Su producción es de unas 10.000 piezas al año, con unos ingresos anuales de aproximadamente 40 millones de libras. Todos sus relojes son cronómetros que cuentan con certificación COSC o ISO, y están fabricados en el Reino Unido.

## Historia

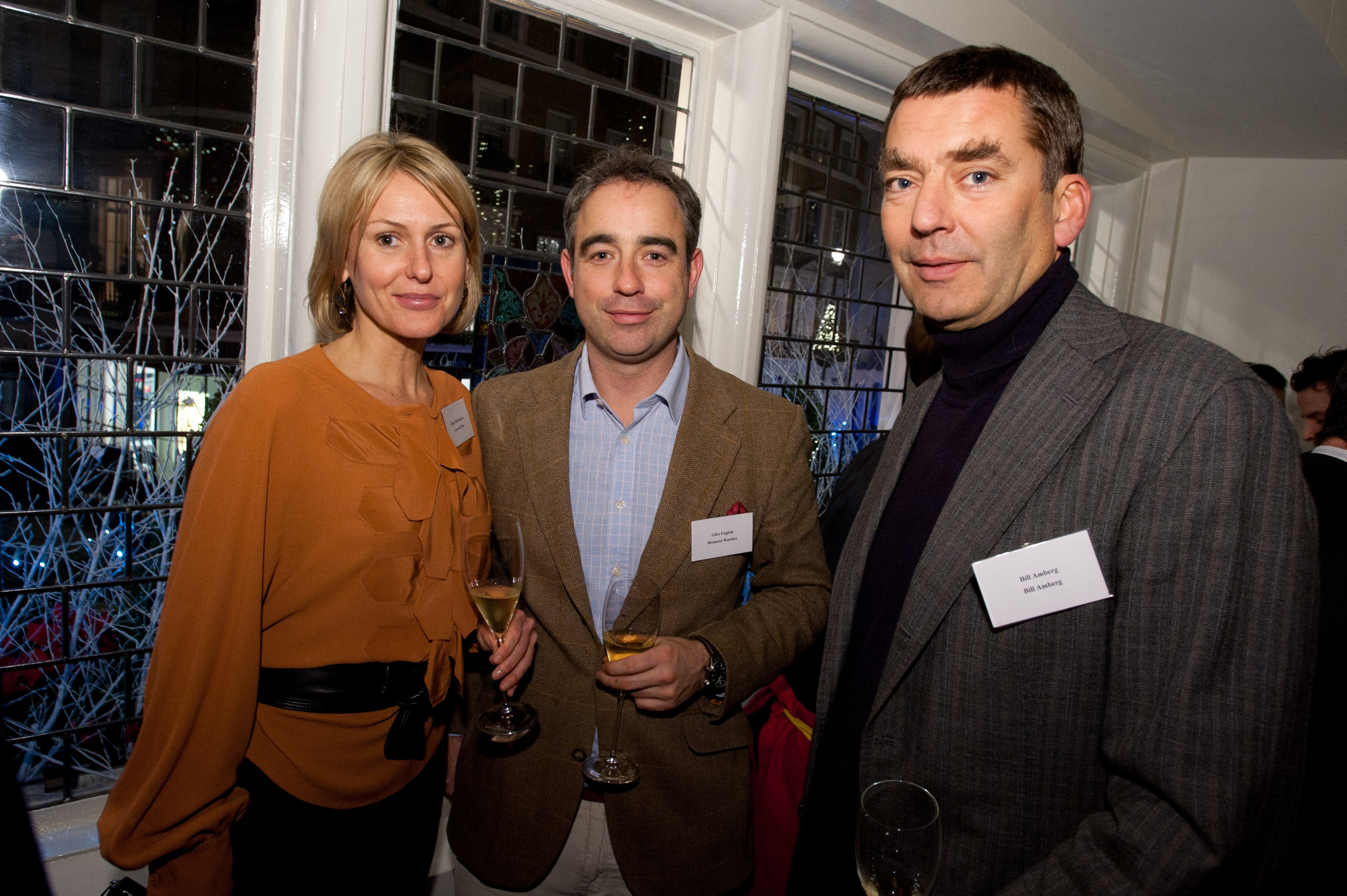
Giles English, en el centro de la imagen

En la década de 1990, Nick English y Giles English estaban volando sobre Francia en su biplano de 1930, cuando un fallo en el motor los obligó a realizar un aterrizaje de emergencia. Para evitar dar explicaciones a las autoridades francesas, aceptaron la ayuda del agricultor en cuyo campo habían aterrizado, y se alojaron en su casa, mientras que el biplano quedó guardado en un cobertizo. El granjero resultó llamarse Antoine Bremont, de ahí el nombre de la empresa.
Bremont fue fundada por los hermanos Nick y Giles English, que habían adquirido su experiencia en el campo de la mecánica de su padre, el Dr. Euan English, un ex piloto de la RAF que tenía un doctorado en Ingeniería Aeronáutica. Esta experiencia evolucionó a partir del montaje de relojes a la construcción de aviones y yates. El 4 de marzo de 1995, Euan English murió y Nick resultó gravemente herido cuando su avión Harvard de la Segunda Guerra Mundial, se estrelló durante un vuelo de entrenamiento para un espectáculo aéreo. El accidente impulsó a los hermanos a comprar la empresa North Weald Flying Services y, después de trabajar allí juntos, decidieron crear su propia empresa de fabricación de relojes.
En 2021, la empresa inauguró el Bremont Manufacturing & Technology Centre, conocido como "The Wing". Esta instalación fabril, situada a las afueras de Henley-on-Thames, cuenta con una superficie construida de 35 000 pies cuadrados (3251,6 m²), y está dedicada a la mecanización de componentes y al ensamblaje de relojes. A plena capacidad, la empresa espera que en "The Wing" se puedan fabricar hasta 50.000 relojes al año, lo que sería cinco veces su producción. La empresa estima que el taller y la maquinaria que contiene están valorados en más de 25 millones de libras esterlinas (34 millones de dólares).
En 2023, la inversión del multimillonario estadounidense Bill Ackman y de otros financieros, supuso que los fundadores de la empresa abandonaran la compañía.

## Premios
Desde su fundación, Bremont ha recibido premios en varios campos: Watch Pro, «Compañía de relojes del año» 2019; HSBC Global Connections, ganador general, 2013; UK Retail Jewellery Awards, Marca de relojes de lujo del año y Diseño de tienda del año 2013; Watch Pro, «Reloj de lujo del año» 2012; Luxury Briefing Awards, «Marca innovadora», 2012; UK Jewellery Awards, «Premio a la marca de relojes del año», 2011; Walpole British Luxury, «Mejor marca de lujo británica emergente» 2008.

## Relojes para militares
Bremont ha creado una serie de relojes de edición especial para miembros en servicio o exmiembros de las fuerzas armadas, basados en sus modelos comerciales. La compra de estos relojes está restringida a personas que hayan volado en la aeronave en cuestión, hayan servido en las unidades militares conmemoradas o, en algunos casos, hayan servido a bordo de un buque de guerra en particular.
La firma ha apoyado durante mucho tiempo a las fuerzas armadas a través de su trabajo con Help for Heroes, la Legión Real Británica y como patrocinador oficial del Equipo del Reino Unido para los Juegos Invictus. Esta relación culminó con el lanzamiento de una gama de relojes HMAF completamente nueva tras un acuerdo por el que Bremont recibe la licencia para utilizar signos, símbolos e insignias heráldicas de las tres ramas de las Fuerzas Armadas británicas.